# アーサー・コープ
アーサー・クレイ・コープ（ Arthur Clay Cope, 1909年6月27日 - 1966年6月4日）は、アメリカ合衆国の有機化学者で、米国科学アカデミーの会員。コープ脱離やコープ転位などの彼の名を冠した、重要な化学反応の発見に貢献した。

## 生涯
1909年6月27日にインディアナ州ヘンリー郡ダンリースに生まれた。1929年にインディアナポリスのバトラー大学で化学の学士号を取得し、1932年にウィスコンシン大学マディソン校から化学のPh.D.を取得した。1933年は、全米研究評議会フェローとして、ハーバード大学で研究を続けた。1934年、ブリンマー大学の教員となった。 ここでは、delvinyl sodiumを含む数多くのバルビツール酸類を初めて合成した。またブリンマーでは、後にコープ転位と呼ばれることとなるアリル基の熱転位を含む反応を開発した。
1941年、マスタードガス中毒の治療、抗マラリア薬、化学兵器などの戦争に絡むプロジェクトに参加するため、コロンビア大学に移った。1945年、マサチューセッツ工科大学化学部長に就任した。

## 受賞歴
- 1944年 ACS純粋化学賞[1]
- 1947年 米国科学アカデミー選出
- 1964年 ウィリアム・H・ニコルズ賞